# Maanillusie
De maanillusie is een gezichtsbedrog waardoor de maan groter lijkt naarmate deze zich dichter bij de horizon bevindt. Datzelfde geldt voor de zon en sterrenbeelden.
Het bewijs dat het een illusie is kan gemakkelijk aangetoond worden door een foto te maken. Elke foto van de maan, met dezelfde camera-instellingen, levert in alle gevallen dezelfde afmetingen op. De schijnbare diameter van de maan, gezien vanaf de Aarde, is altijd ongeveer 30 boogminuten of 0,52 graden, ofwel kleiner dan een pinknagel op armlengte afstand.

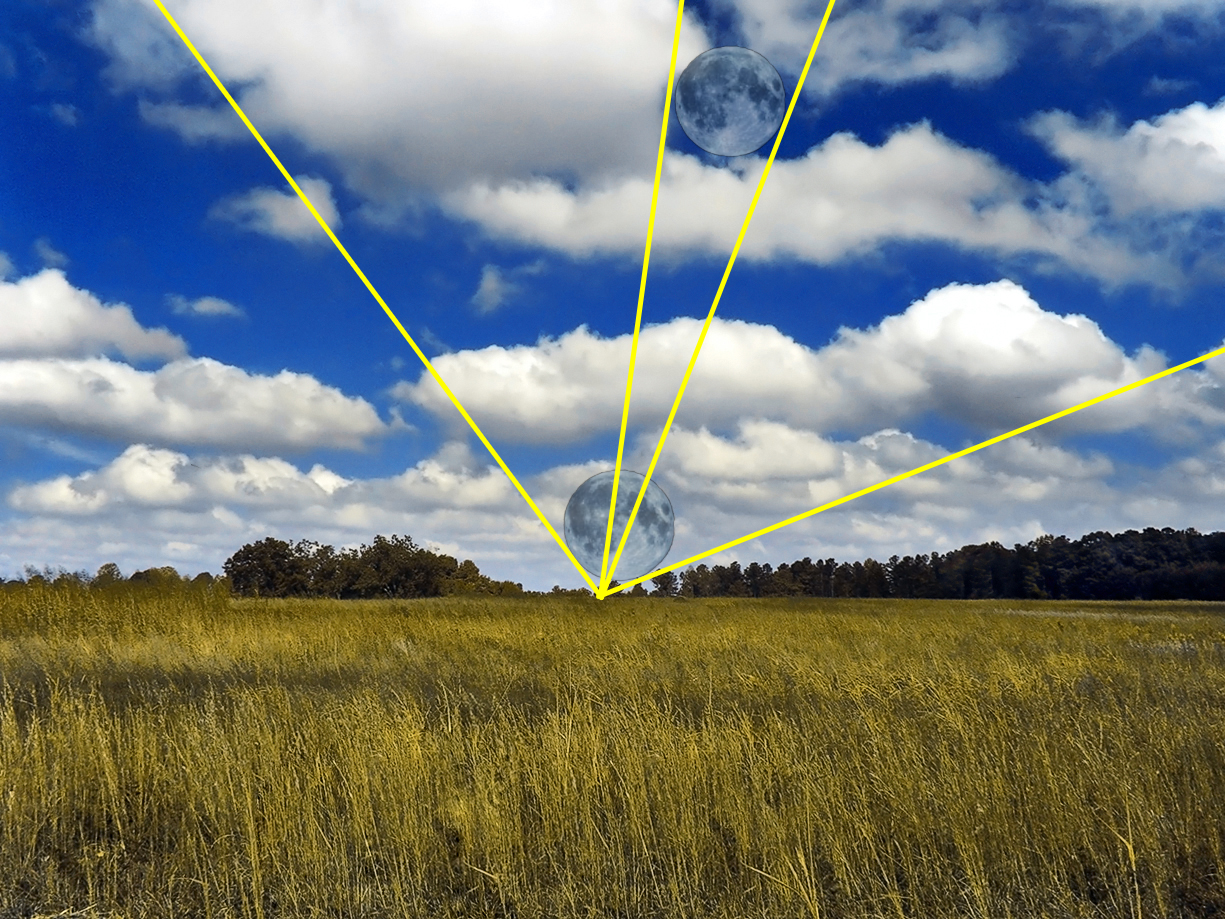
Perspectiefwerking

## Perspectiefwerking
De werking van het lijnperspectief doet de maan aan de horizon groter lijken. Als wolken of vliegtuigen de horizon naderen, bewegen ze van ons af en daardoor zien we ze steeds kleiner worden.
Als de maan de horizon nadert, hebben we de neiging de maan ook te zien als zijnde een object dat van ons af beweegt, en ons brein verwacht dan dus dat de laagstaande maan op dezelfde wijze zal verkleinen. De maan beweegt echter niet van ons af maar nadert alleen de horizon als gevolg van de draaiing van de Aarde.

## De spiegelmethode
Als men in een (in de hand gehouden) spiegel het spiegelbeeld van de hoogstaande volle maan bekijkt, maar wel zo dat men het spiegelbeeld omstreeks de positie van de horizon plaatst, dan ziet dat spiegelbeeld er plots groter uit dan de werkelijke volle maan hoog in de hemel. Als men het spiegelbeeld van de laagstaande "grote" volle maan omstreeks de positie van het zenit plaatst, ziet deze maan er plots veel kleiner uit.